# Coyacris brevipennis
Coyacris brevipennis är en insektsart som först beskrevs av Ronderos 1979.  Coyacris brevipennis ingår i släktet Coyacris och familjen gräshoppor. Inga underarter finns listade i Catalogue of Life.